# Tuğçe Kazaz
Tuğçe Kazaz (Edremit, 26 agosto 1982) è un'attrice e modella turca, eletta Miss Turchia 2001.

## Biografia
Tuğçe Kazaz è nata il 26 agosto 1982 a Edremit, in provincia di Balıkesir (Turchia), da madre Yegane Kazaz e da padre Metin Kazaz.

## Carriera
Tuğçe Kazaz ha studiato presso il dipartimento di relazioni internazionali all'Università Yeditepe di Istanbul. Ha vinto il secondo posto nel concorso Elite Model Look del 2000 e il primo posto nel concorso di bellezza Miss Turchia nel 2001. Nel 2003 e nel 2004 ha fatto la sua prima apparizione come attrice con il ruolo di Arzu nella serie Kampüsistan, insieme ad attori come Kaan Urgancıoğlu, Göksun Çam e Burak Altay.
Nel 2005 ha fatto il suo debutto nel mondo del cinema con il ruolo di Havva nel film Loufa kai parallagi: Seirines sto Aigaio diretto da Nicos Perakis. Nel 2007 ha interpretato il ruolo di Can nel film Can diretto da Oguz Eruzun. Nel 2012 ha ricoperto il ruolo di Minüre nel film Uzun Hikâye diretto da Osman Sinav. Nello stesso anno è entrata a far parte del cast della serie Son Yaz - Balkanlar 1912, nel ruolo di Zeynep.
Nel 2013 e nel 2014 è stata scelta per interpretare il ruolo della protagonista Hülya nella serie in onda su TRT 1 Gönül Hırsızı, accanto all'attore Cem Kılıç. Nel 2015 ha preso parte al cast del film Içimde Akan Nehir diretto da Erhan Güleryüz. Nel 2017 ha interpretato il ruolo di Serap nel film Cin Geçidi diretto da Özgür Selvi.

## Vita privata
Tuğçe Kazaz dal 2005 al 2008 è stata sposata con l'attore greco Yorgos Seitaridis, conosciuto sul set del film Loufa kai parallagi: Seirines sto Aigaio. Prima del suo matrimonio con quest'ultimo, si convertì alla Chiesa greco-ortodossa (la religione dell'ex marito, che ha provocato reazioni negative in patria) e prese il nome di Maria Seitaridis. Dopo aver vissuto per tre anni in Grecia, durante il suo matrimonio, è tornata in Turchia dove si è convertita all'Islam. A causa delle pressioni esercitate su di lei, Tuğçe ha dichiarato alla stampa di essere allo stesso tempo cristiana, musulmana e buddista.

## Filmografia

### Cinema
- Loufa kai parallagi: Seirines sto Aigaio, regia di Nicos Perakis (2005)
- Can, regia di Oguz Eruzun (2007)
- Uzun Hikâye, regia di Osman Sinav (2012)
- Içimde Akan Nehir, regia di Erhan Güleryüz (2015)
- Cin Geçidi, regia di Özgür Selvi (2017)

### Televisione
- Kampüsistan – serie TV, 44 episodi (2003-2004)
- Son Yaz - Balkanlar 1912 – serie TV, 4 episodi (2012)
- Gönül Hırsızı – serie TV, 19 episodi (2013-2014)

## Riconoscimenti

### Modella
- 2000: Seconda classificata del concorso di bellezza Elite Model Look
- 2001: Vincitrice del concorso di bellezza Miss Turchia